# James Murdoch (Pädagoge)

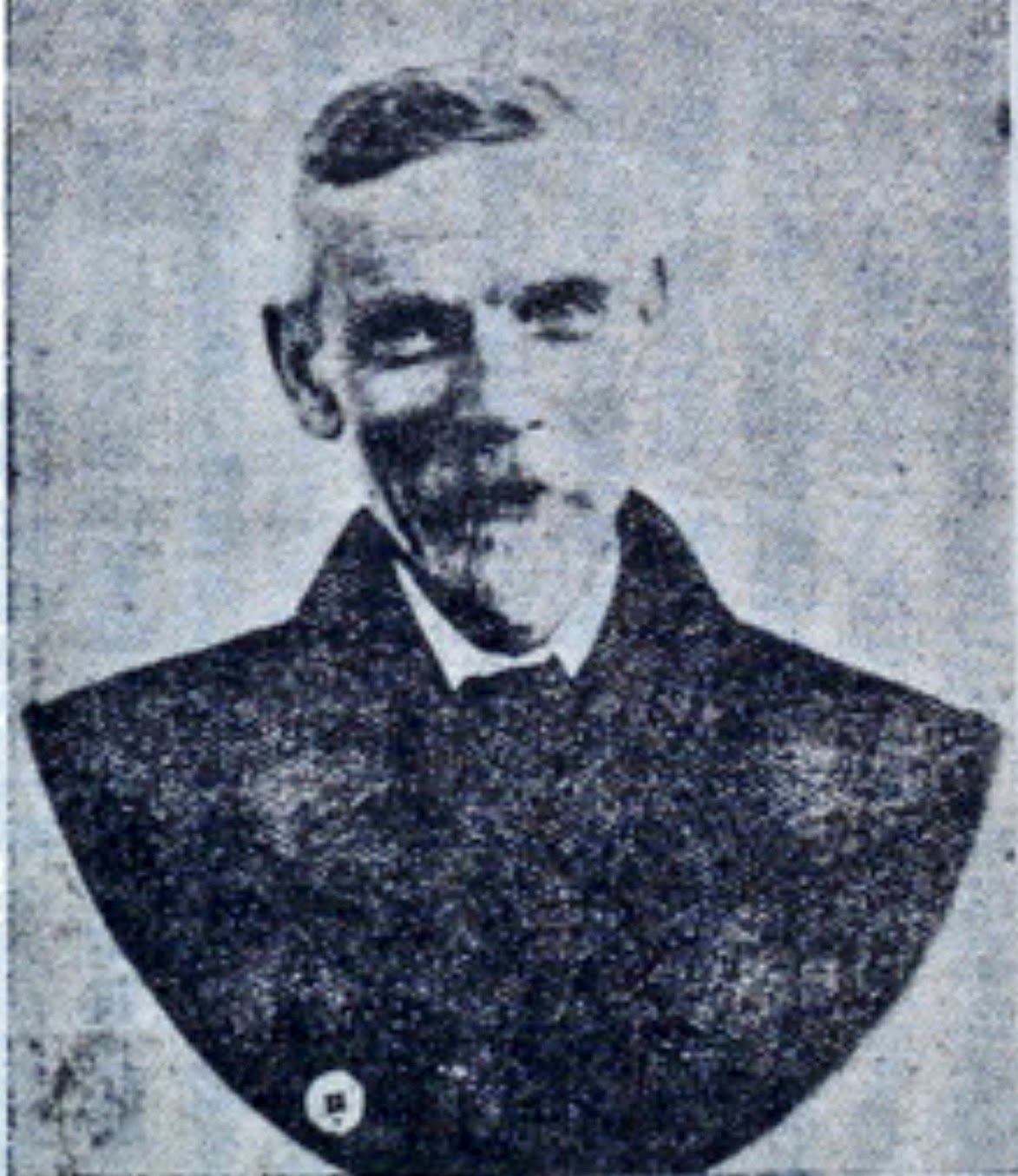
James Murdoch

James Murdoch (geboren 27. September 1856 in Stonehaven (Schottland); gestorben 30. Oktober 1921 in Baulkham Hills (Australien)) war ein schottischer Journalist, Kenner der japanischen Sprache und Lehrer.

## Leben und Werk
James Murdoch erhielt ein Stipendium der Universität Aberdeen und studierte in Oxford und an den Universitäten in Göttingen und Paris. Auf Grund seiner Brillanz in Fremdsprachen wurde er mit 24 Jahren Assistenzprofessor, gab die Position aber schon bald auf, um nach Australien auszuwandern. Dort arbeitete er als Lehrer und Journalist, bis er 1889 als „Kontraktausländer“ nach Japan ging.
In Japan unterrichtete Murdoch an der „1. Höheren Schule Tokio“ Europäische Geschichte. Er unterbrach den Aufenthalt in Japan 1893 für einen kurzen Besuch einer sozialistischen Gemeinschaft in Paraguay, unterrichte aber sonst weiter an Oberschulen in Japan, zuletzt an der „7. Höheren Schule“ in Kagoshima. 1899 heiratete er in zweiter Ehe die Japanerin Okada Takeko (岡田 竹子). 1908 wurde sein Kontrakt nicht verlängert, er blieb bis 1917 weiter in Japan. Er kehrte nach Australien zurück, wo er ein Studienprogramm für Japanisch an der Universität Sydney einrichtete.
Zu den Studenten, die Murdoch in Japan unterrichtete, gehörten der Schriftsteller Natsume Sōseki und der Historiker Yamagata Isoo (山県 五十雄, 1869–1959). Yamagata war Murdochs Mitarbeiter für sein Werk History of Japan, das er von 1903 bis 1917 verfasste, das aber erst 1926 publiziert wurde.